# Nazária
Nazária è un comune del Brasile nello Stato del Piauí, parte della mesoregione del Centro-Norte Piauiense e della microregione di Teresina.
La data ufficiale di fondazione della città è il 1º gennaio 2009.